# Sabanalarga (ort i Antioquia, lat 6,85, long -75,82)
Sabanalarga är en ort i Colombia. Den ligger i departementet Antioquía, i den nordvästra delen av landet, 300 km nordväst om huvudstaden Bogotá. Sabanalarga ligger 853 meter över havet och antalet invånare är 2 517.
Terrängen runt Sabanalarga är huvudsakligen bergig, men åt sydväst är den kuperad. Runt Sabanalarga är det ganska glesbefolkat, med 42 invånare per kvadratkilometer. Närmaste större samhälle är San Andrés, 16,0 km öster om Sabanalarga. I omgivningarna runt Sabanalarga växer i huvudsak städsegrön lövskog.